# NHL 20
NHL 20 ist ein Eishockey-Simulations-Videospiel, das am 13. September 2019 von EA Sports für die PlayStation 4 und Xbox One veröffentlicht wurde. Entwickelt wurde das Spiel von EA Vancouver. Es ist die 29. Ausgabe der NHL-Reihe und der Nachfolger von NHL 19. Auf dem Cover des Spiels ist Auston Matthews, ein Spieler der Toronto Maple Leafs zu sehen.